# Magnetic Random Access Memory

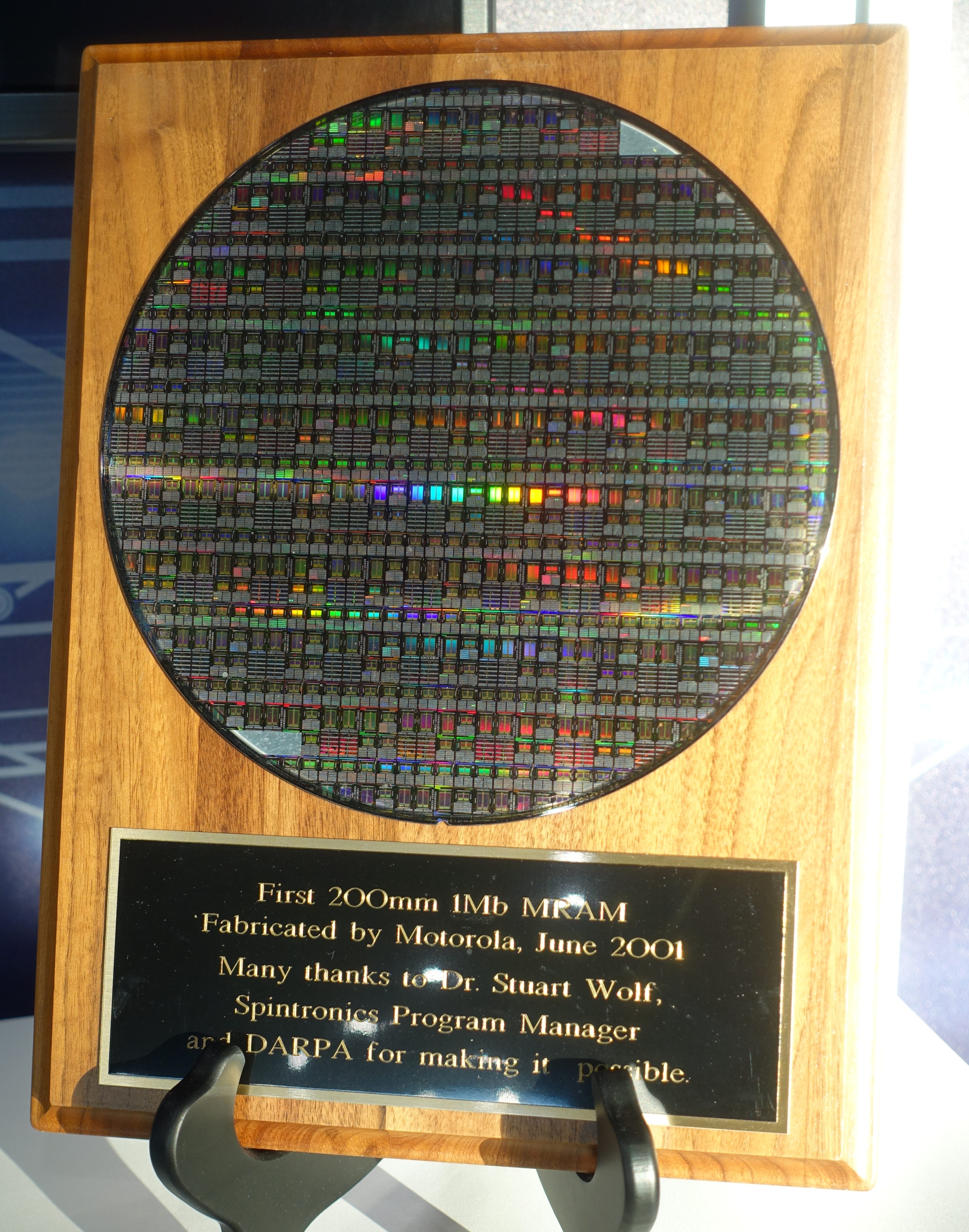
Première plaquette MRAM de 200 mm et 1 Mo, fabriquée par Motorola, 2001.

La mémoire MRAM (Magnetic Random Access Memory) est une mémoire non volatile de type magnétique. En développement depuis les années 1990, cette technologie n'a jusqu'à présent jamais été commercialisée à grande échelle, notamment à cause de la concurrence des mémoires flash et DRAM.

## Type de mémoire
Comme pour les autres mémoires vives, les données de cette mémoire sont accessibles directement.
Comme pour les autres mémoires non volatiles, les données n'ont pas besoin d'énergie pour être conservées.

## Présentation
Le changement d'état se fait en changeant le spin des électrons (par effet tunnel notamment).
Cette méthode de stockage possède les avantages suivants :
- la non-volatilité des informations ;
- une théorique inusabilité, puisqu'aucun mouvement électrique n'est engagé ;
- la consommation électrique est théoriquement moindre puisqu'il n'y a pas de perte thermique due à la résistance des matériaux aux mouvements des électrons.

La MRAM est souvent considérée[Par qui ?] comme la mémoire « idéale » alliant rapidité, débit, capacité et non-volatilité, ce qui peut amener[Qui ?] à penser qu'elle entraînera la fin de la Hiérarchie de mémoire.

## Technique

### Stockage
Les données, contrairement à celles des autres RAM, ne sont pas stockées sous forme d'une charge électrique mais d'une orientation magnétique. Chaque cellule est constituée de deux couches ferromagnétiques séparées par une fine couche isolante. La première couche est un aimant dont la polarité est fixée ; la seconde a une polarité qui peut être modifiée, permettant ainsi le stockage de données. Cette configuration, qui utilise le phénomène de magnétorésistance à effet tunnel, est le moyen le plus simple de stocker un bit MRAM.
Cette méthode de stockage permet à cette mémoire d'être faiblement influencée par les éléments extérieurs (radiations, champs magnétiques, température…) comparativement aux autres mémoires.

### Lecture
La lecture d'informations se fait via la mesure de la résistance électrique des cellules. À chaque cellule est associé un transistor ; son alimentation provoque le passage du courant à travers les deux couches ferromagnétiques, permettant la mesure de la résistance, fonction de l'orientation magnétique relative des couches.

### Écriture
Il y existe plusieurs façons d'écrire sur une MRAM. Dans la configuration la plus simple, chaque cellule est entre deux fils électriques disposés à angle droit l'un de l'autre, parallèles à la cellule, l'un au-dessus, l'autre en dessous de celle-ci. Dans la configuration la plus simple, des fils électriques "quadrillent" le réseau de cellules. Chacune est alors adressée par deux fils. Quand on applique une différence de potentiel entre ceux-ci, ils induisent un champ magnétique à leur jonction, ce qui modifie l'état des électrons.
L'induction du champ magnétique requiert un fort courant, ce qui est l'un des principaux désavantages de la technologie MRAM, en particulier pour les systèmes à faible puissance. Un autre désavantage est l'existence d'une taille minimale limite de cellule. En effet, le champ magnétique induit peut modifier les électrons de la mauvaise cellule si elles sont trop rapprochées.

## Performances
La production de ce type de mémoire n'étant qu'à ses tout débuts, les performances potentielles de la mémoire (durée, en particulier) sont encore mal connues.
Les performances actuelles sont les suivantes :
- écriture en 10 nanosecondes (sans tête magnétique ou STT-MRAM)[3],[4] ;
- cycle de lecture/écriture de seulement 35 nanosecondes ;
- temps d'accès de l'ordre de 10 nanosecondes (Hans Werner Schumacher de l'office fédéral des techniques physiques PTB suggère même que des temps d'accès de 500 picosecondes seraient possibles grâce à la « méthode balistique »[5]) ;
- les débits sont de l'ordre du gigabit par seconde ;
- la capacité des circuits intégrés commercialisés en 2006 est de 4 mégabits (512 Kio), mais elle devrait fortement augmenter pour rejoindre les mêmes niveaux que la mémoire flash vers 2010. En particulier, un nouvel élément magnétorésistant à effet tunnel (TMR) a été découvert par une équipe japonaise[6] en 2009, qui pourrait porter le stockage des MRAM à 10 Go[7],[8], en n'utilisant qu'un faible courant pour écrire les données.

## Industrialisation
Plusieurs acteurs de l'électronique s'y intéressent parmi lesquels : IBM, Infineon, Toshiba, Samsung, NEC, ST Microelectronics, Sony et NXP.
C'est la société Freescale, qui a été la première entreprise à commercialiser des puces MRAM en juillet 2006 avec des modèles de 4 mégabits (512 Kio) pour un prix de 25 dollars. Cette activité a par la suite été externalisée vers une nouvelle société nommée Everspin.
Cette mémoire est destinée dans un premier temps aux systèmes ayant besoin de mémoire fiable dans des conditions extrêmes. Elle sera probablement peu à peu embarquée dans les appareils mobiles comme les téléphones cellulaires ou les assistants personnels pour le stockage du code d'instruction. Viendront ensuite probablement les mémoires vives et les mémoires de masse.
En France, une technologie MRAM a été codéveloppée par le laboratoire Spintec du CNRS et la société Crocus Technology à Grenoble. Elle repose sur une technique de programmation innovante qui permet de s'affranchir des limitations en stabilité et en réduction de taille. À la place du traditionnel empilement de couches ferromagnétiques, les partenaires ont développé un point mémoire qui associe une couche ferromagnétique à une couche antiferromagnétique plus stable avec la température. S'ajoute à cela une technique de cellule mémoire autoréférencée qui permet d'intégrer directement dans le plan mémoire une fonction de comparaison logique nommée Match-In-Place. En 2011, Crocus Technology a racheté l'ensemble des brevets de NXP autour de la technologie MRAM.
En novembre 2013, 20 compagnies américaines et japonaises ont annoncé une alliance pour accélérer le développement de la technologie MRAM avec l'objectif d'une commercialisation de masse du produit en 2018.
En mars 2025, la compagnie NXP a annoncé la commercialisation d'un nouveau micro contrôleur le S32k5, intégrant de le MRAM 